# Franklin (Contea di Vernon, Wisconsin)
Franklin è un comune degli Stati Uniti, situato in Wisconsin, nella Contea di Vernon.